# Lumír Ondřej Hanuš
Lumír Ondřej Hanuš (in ebraico לומיר הנוש‎?; Olomouc, 20 novembre 1947) è un chimico ceco.
Chimico e leader nel campo della ricerca della cannabis, nel 1992, assieme a William Anthony Devane, fu il primo a isolare e descrivere l'anandamide, un neurotrasmettitore endogeno dei cannabinoidi.